# Большая национальная литературная премия
Больша́я национа́льная литерату́рная пре́мия (фр. Grand prix national des lettres) — французская литературная премия, вручавшаяся с 1951 по 1999 год Министерством культуры Франции. В 1988 году была реорганизована, вобрав в себя бывшие до этого независимыми премии за поэтическое и историческое сочинение, а также за литературный перевод и премию для молодых авторов. Очередной лауреат выбирался особым жюри, состоявшим из десяти выдающихся литераторов.